# Mod nulpunktet (eksperimentalfilm)
|  | Denne artikel er oprettet af botten Steenthbot ud fra en ekstern database. Den kan derfor have sproglige fejl eller mangler. Denne skabelon kan fjernes efter kontrol af indholdet. |

Mod nulpunktet er en dansk eksperimentalfilm fra 1995 instrueret af Steen Møller Rasmussen.

## Handling
Steen Møller Rasmussen er en af Danmarks betydeligste uafhængige kortfilminstruktører og en af de få, der har videreført og udviklet eksperimentalfilmens traditioner. Hans meget personlige udtryk er karakteristisk ved en uforbeholden billedglæde og en legende tilgang til den visuelle form. Selv hans mere dokumentariske værker, ofte med forbindelse til samtidskunsten, er usædvanligt fortættede billedoplevelser. Både som fotograf og som filmkunstner koncentrerer han sig om billedets autonome udtrykskraft. Således også i »Mod nulpunktet«, hvor en ganske enkel optagelse af et tilfældigt stykke virkelighed bearbejdes.